# Jakob Pettinati
Jakob Pettinati, jezuit in šolnik, * 23. september 1673, Volarje, † 26. junij 1730, Judenburg, Avstrija.
V Gorici je v letih 1688−1691 obiskoval višje razrede gimnazije in 25. oktobra 1691 na Dunaju vstopil v jezuitski red, ter po opravljenem noviciatu  nadaljeval študij filozofije na dunajski Univerzi in leta 1699 doktoriral. Nato je bil v profesor poetike in filozofije 1700-1701 v Gradcu, 1701-1707 na Dunaju in 1707-1712 ponovno v Gradcu. V letih 1713−1716 je na Dunaju študiral bogoslovje, po končanem študiju pa odšel za profesorja na Reko. Tu je bil v letih 1719-1722 tudi rektor kolegija. V letih 1723-1724 je bil rektor kolegija in prefekt gimnazije v Varaždinu, v letih 1724−1717 rektor jezuitskega kolegija in prefekt ter ravnatelj gimnazije v Zagrebu ter nazadnje 1728-1730 inštruktor komisije za preizkus znanja v Judenburgu. V latinščini je napisal več del med njimi tudi Holocaustrum sapientiae in physicomoralibus solis  motionibus conicinnatun, eternaeque sapientiae Soli sacrum (Gradec 1710).